# Friedrich Moch
Friedrich Moch (ur. 12 kwietnia 2000 w Memmingen) – niemiecki biegacz narciarski, brązowy medalista mistrzostw świata, trzykrotny medalista mistrzostw świata juniorów oraz wicemistrz świata młodzieżowców.

## Kariera
Po raz pierwszy na arenie międzynarodowej pojawił się 5 marca 2016 roku w Arber, gdzie w zawodach juniorskich zajął czternaste miejsce w biegu na 7,5 km techniką klasyczną. W 2018 roku wystartował na mistrzostwach świata juniorów w Goms, gdzie był piąty w biegu łączonym i sztafecie, a w biegu na 10 km stylem klasycznym zajął 21. miejsce. Na rozgrywanych rok później mistrzostwach świata juniorów w Lahti zdobył brązowy medal w sztafecie. Kolejne dwa medale zdobył podczas mistrzostw świata juniorów w Oberwiesenthal w 2020 roku, plasując się na drugiej pozycji w biegu na 10 km klasykiem i 30 km stylem dowolnym. Ponadto na mistrzostwach świata młodzieżowców w Vuokatti w 2021 roku zdobył srebrny medal w biegu na 15 km stylem dowolnym.
W Pucharze Świata zadebiutował 25 stycznia 2020 roku w Oberstdorfie, gdzie w biegu łączonym na 15 km zajął 31. miejsce. Pierwsze pucharowe punkty wywalczył 13 grudnia 2020 roku w Davos, zajmując 22. miejsce w biegu na 15 km stylem dowolnym. Na podium zawodów tego cyklu pierwszy raz stanął 4 stycznia 2022 roku w Val di Fiemme, kończąc rywalizację w biegu na 10 km stylem dowolnym na trzecim miejscu. Wyprzedzili go jedynie Norweg Sjur Røthe i Rosjanin Dienis Spicow.
Wystartował na mistrzostwach świata w Oberstdorfie w 2021 roku, zajmując między innymi 7. miejsce w sztafecie i 20. na dystansie 50 km techniką klasyczną. Podczas rozgrywanych rok później igrzysk olimpijskich w Pekinie był piąty w sztafecie, trzynasty w biegu łączonym, a w biegu na 50 km stylem dowolnym zajął 31. pozycję. Podczas mistrzostw świata w Planicy w 2023 roku wspólnie z Albertem Kuchlerem, Janoschem Bruggerem i Jonasem Doblerem zdobył brązowy medal w sztafecie.

## Osiągnięcia

### Igrzyska olimpijskie
| Miejsce | Dzień     | Rok  | Miejscowość | Konkurencja                  | Czas biegu | Strata  | Zwycięzca                   |
| ------- | --------- | ---- | ----------- | ---------------------------- | ---------- | ------- | --------------------------- |
| 13.     | 6 lutego  | 2022 | Zhangjiakou | 30 km bieg łączony           | 1:16:09,8  | +4:06,6 | Aleksandr Bolszunow         |
| 5.      | 13 lutego | 2022 | Zhangjiakou | bieg sztafetowy 4 x 10 km    | 1:54:50,7  | +2:55,8 | Rosyjski Komitet Olimpijski |
| 31.     | 19 lutego | 2022 | Zhangjiakou | 50 (28,4) km stylem dowolnym | 1:11:32,7  | +4:30,9 | Aleksandr Bolszunow         |

### Mistrzostwa świata
| Miejsce | Dzień     | Rok  | Miejscowość | Konkurencja                      | Czas biegu | Strata  | Zwyciężczyni         |
| ------- | --------- | ---- | ----------- | -------------------------------- | ---------- | ------- | -------------------- |
| 38.     | 27 lutego | 2021 | Oberstdorf  | 30 km bieg łączony               | 1:11:33,9  | +5:00,6 | Aleksandr Bolszunow  |
| 24.     | 3 marca   | 2021 | Oberstdorf  | 15 km stylem dowolnym            | 33:48,7    | +2:02,0 | Hans Christer Holund |
| 7.      | 5 marca   | 2021 | Oberstdorf  | bieg sztafetowy 4×10 km          | 1:52:39,0  | +2:37,9 | Norwegia             |
| 20.     | 7 marca   | 2021 | Oberstdorf  | 50 km stylem klasycznym          | 2:10:52,9  | +2:56,8 | Emil Iversen         |
| 7.      | 24 lutego | 2023 | Planica     | 30 km bieg łączony               | 1:09:40,3  | +1:14,9 | Simen Hegstad Krüger |
| 7.      | 26 lutego | 2023 | Planica     | Sprint drużynowy stylem dowolnym | 17:28,14   | +37,54  | Emil Iversen         |
| 8.      | 1 marca   | 2023 | Planica     | 15 km stylem dowolnym            | 32:17,4    | +1:08,1 | Simen Hegstad Krüger |
| 3.      | 3 marca   | 2023 | Planica     | bieg sztafetowy 4×10 km          | 1:33:54,5  | +59,8   | Norwegia             |

### Mistrzostwa świata juniorów
| Miejsce | Dzień       | Rok  | Miejscowość    | Konkurencja                            | Czas biegu | Strata  | Zwycięzca               |
| ------- | ----------- | ---- | -------------- | -------------------------------------- | ---------- | ------- | ----------------------- |
| 21.     | 30 stycznia | 2018 | Goms           | 10 km stylem klasycznym                | 24:58,8    | +1:34,3 | Jon Rolf Skamo Hope     |
| 5.      | 1 lutego    | 2018 | Goms           | 20 km bieg łączony                     | 58:45,7    | +1:14,2 | Harald Østberg Amundsen |
| 5.      | 3 lutego    | 2018 | Goms           | Sztafeta 4x5 km                        | 50:04,2    | +35,8   | Norwegia                |
| 5.      | 22 stycznia | 2019 | Lahti          | 10 km stylem dowolnym                  | 22:34,9    | +41,3   | Jules Chappaz           |
| 18.     | 24 stycznia | 2019 | Lahti          | 30 km stylem klasycznym (start masowy) | 1:15:16,7  | +36,5   | Luca Del Fabbro         |
| 3.      | 26 stycznia | 2019 | Lahti          | bieg sztafetowy 4×5 km                 | 45:34,7    | +6,3    | Stany Zjednoczone       |
| 2.      | 2 marca     | 2020 | Oberwiesenthal | 10 km stylem klasycznym                | 26:31,7    | +4,5    | Gus Schumacher          |
| 2.      | 4 marca     | 2020 | Oberwiesenthal | 30 km stylem dowolnym                  | 1:13:39,0  | +9,4    | Iver Tildheim Andersen  |
| 7.      | 6 marca     | 2020 | Oberwiesenthal | bieg sztafetowy 4×5 km                 | 54:54,9    | +1:45,5 | Stany Zjednoczone       |

### Mistrzostwa świata młodzieżowców (U-23)
| Miejsce | Dzień     | Rok  | Miejscowość | Konkurencja           | Czas biegu | Strata  | Zwyciężczyni |
| ------- | --------- | ---- | ----------- | --------------------- | ---------- | ------- | ------------ |
| 2.      | 12 lutego | 2021 | Vuokatti    | 15 km stylem dowolnym | 35:27,6    | +13,8   | Hugo Lapalus |
| 6.      | 13 lutego | 2021 | Vuokatti    | Sztafeta mieszana     | 52:52,9    | +1:01,7 | Norwegia     |

### Puchar Świata

#### Miejsca w klasyfikacji generalnej
| Sezon     | Miejsce |
| --------- | ------- |
| 2020/2021 | 69.     |
| 2021/2022 | 29.     |
| 2022/2023 | 21.     |
| 2023/2024 | 6.      |
| 2024/2025 | 12.     |

#### Miejsca na podium w zawodach indywidualnych chronologicznie
| Nr | Dzień      | Rok  | Miejscowość   | Konkurencja | Czas biegu | Strata  | Miejsce | Zwycięzca               |
| -- | ---------- | ---- | ------------- | ----------- | ---------- | ------- | ------- | ----------------------- |
| 1. | 5 stycznia | 2024 | / Tour de Ski | 77,4 km     | 3:41:21,9  | +1:19,2 | 2.      | Harald Østberg Amundsen |

#### Miejsca na podium w etapach chronologicznie
| Nr | Dzień      | Rok  | Miejscowość   | Zawody      | Konkurencja                          | Czas biegu | Strata | Miejsce | Zwycięzca            |
| -- | ---------- | ---- | ------------- | ----------- | ------------------------------------ | ---------- | ------ | ------- | -------------------- |
| 1. | 4 stycznia | 2023 | Val di Fiemme | Tour de Ski | 10 km stylem dowolnym (start masowy) | 31:42,1    | +18,9  | 3.      | Sjur Røthe           |
| 2. | 7 stycznia | 2024 | Val di Fiemme | Tour de Ski | 10 km stylem dowolnym (start masowy) | 33:00,7    | +2,4   | 2.      | Jules Lapierre       |
| 3. | 5 stycznia | 2025 | Val di Fiemme | Tour de Ski | 10 km stylem dowolnym (start masowy) | 32:39,6    | +10,7  | 3.      | Simen Hegstad Krüger |